# 卡羅林新鰩
卡羅林新鰩（學名：Neoraja carolinensis），為軟骨魚綱鰩目鰩科新鰩屬的一種，分布於中西大西洋美國東南部海域，深度695至1010公尺，體長可達28.5公分，棲息在大陸坡海域，為底棲性魚類，肉食性，卵生，生活習性不明。